# Hemiblossia machadoi
Espèce
Hemiblossia machadoi est une espèce de solifuges de la famille des Daesiidae.

## Distribution
Cette espèce est endémique d'Angola.

## Étymologie
Cette espèce est nommée en l'honneur d'António de Barros Machado.

## Publication originale
- Lawrence, 1960 : The Solifugae (Arachnida) of Angola. Publicacoes Culturais da Companhia de Diamantes de Angola, no 51, p. 107-128.